# Аполіпопротеїн D
Аполіпротеїн D (англ. Apolipoprotein D) – білок, який кодується геном APOD, розташованим у людей на короткому плечі 3-ї хромосоми.  Довжина поліпептидного ланцюга білка становить 189 амінокислот, а молекулярна маса — 21 276.
| 10         |  | 20         |  | 30         |  | 40         |  | 50         |
| ---------- |  | ---------- |  | ---------- |  | ---------- |  | ---------- |
| MVMLLLLLSA |  | LAGLFGAAEG |  | QAFHLGKCPN |  | PPVQENFDVN |  | KYLGRWYEIE |
| KIPTTFENGR |  | CIQANYSLME |  | NGKIKVLNQE |  | LRADGTVNQI |  | EGEATPVNLT |
| EPAKLEVKFS |  | WFMPSAPYWI |  | LATDYENYAL |  | VYSCTCIIQL |  | FHVDFAWILA |
| RNPNLPPETV |  | DSLKNILTSN |  | NIDVKKMTVT |  | DQVNCPKLS  |  |            |

A: Аланін

C: Цистеїн

D: Аспарагінова кислота

E: Глутамінова кислота

F: Фенілаланін

G: Гліцин

H: Гістидин

I: Ізолейцин

K: Лізин

L: Лейцин

M: Метіонін

N: Аспарагін

P: Пролін

Q: Глутамін

R: Аргінін

S: Серин

T: Треонін

V: Валін

W: Триптофан

Задіяний у такому біологічному процесі як транспорт. 
Білок має сайт для зв'язування з ліпідами. 
Секретований назовні.